# Noank, Connecticut
Noank, Connecticut (енгл. Noank) насељено је место без административног статуса у америчкој савезној држави Конектикат.

## Демографија
По попису из 2010. године број становника је 1.796, што је 34 (-1,9%) становника мање него 2000. године.
| Група             | 2000.         | 2010.         |
| Белци             | 1.725 (94,3%) | 1.671 (93,0%) |
| Афроамериканци    | 18 (1,0%)     | 19 (1,1%)     |
| Азијати           | 24 (1,3%)     | 32 (1,8%)     |
| Хиспаноамериканци | 51 (2,8%)     | 38 (2,1%)     |
| Укупно            | 1.830         | 1.796         |